# Chalybion japonicum
Chalybion japonicum là một loài côn trùng cánh màng trong họ Sphecidae, thuộc chi Chalybion. Loài này được Gribodo miêu tả khoa học đầu tiên năm 1883.